# Siobhan Brooks
Pour les articles homonymes, voir Brooks.
Siobhan Brooks, née en 1972, est une sociologue américaine qui travaille sur les thématiques liées au travail du sexe. Elle est actuellement professeur au département d'African-American Studies à l'université d'État de Californie à Fullerton.

## Travaux et publications
Brooks a travaillé sur le racisme présent dans l'industrie du striptease. Dans un chapitre du livre Feminism and Antiracism: International Struggles for Justice, elle détaille son implication avec un syndicat pour défendre les droits des travailleuses noires d'un club de striptease de San Francisco, qui étaient écartées sans justification des rôles les mieux payés.
Elle s'est également intéressée aux personnes noires LGBT et a créé un cours à ce sujet à l'université de Fullerton.
Elle a également participé à la rédaction de plusieurs ouvrages collectifs sur les travailleuses du sexe : Whores and Other Feminists et Revolutionary Voices.